# 参天製薬
参天製薬株式会社（さんてんせいやく、Santen Pharmaceutical Co., Ltd.）は日本の製薬会社である。
主に眼科向け・大衆向けの目薬、眼科薬、点眼薬などを製造・販売している。東京証券取引所プライム市場上場（証券コード：4536）。
コーポレートスローガンは「Imagine Your Happiness（日本語:あなたのあしたを思う）」。

## 概要
1890年（明治23年）の創業当時から戦前までは風邪薬を主力商品としていたが、戦後は「ひと・ひとみ・すこやか。」をスローガンに、一貫して眼科向け・大衆向けの目薬、眼科薬、点眼薬などを製造・販売し、新商品展開にも力を入れている。日本において医療用目薬ではシェア1位。一般用目薬ではロート製薬に次いで2位のシェアを持つ。
2015年（平成27年）に抗リウマチ薬事業を他社へ事業譲渡したことで、眼科領域に特化した製薬会社となった。

## 企業名の由来
「参天」という商号の由来は儒教の経典四書の中庸にある「天地の化育を賛く可ければ、即ち以って天地と参となる可し」（本来聖人は万物の秩序と原理（天）と人間社会（地）の調和を助ける）から付けられている。またこれより、当社の企業理念を「天機に参与する」（目をはじめとする、特定の専門分野に努力を傾注し、それによって参天ならではの知恵と組織的能力を培い、患者さんと患者さんを愛する人たちを中心として社会への寄与を行う）としている。
ちなみに、santeはフランス語で「健康」という意味がある。

## 「サンテ」ブランドを巡っての論争
「サンテ」及び「Sante」は同社が使用しているブランドネームであり、登録商標もされている。が、1998年（平成10年）7月に千葉県浦安市で創業した健康食品の通信販売会社「株式会社 サンテ・ジャパン（現：株式会社 インシップ）」に対し、2002年（平成14年）5月、「サンテ」の名前を使わないで欲しい、と損害賠償をインシップ社に請求。インシップ社がこれを受け入れ、それまでの「サンテ・ジャパン」を現在の「インシップ」とした。

## 沿革
- 1890年（明治23年） - 田口謙吉が、大阪府大阪市東区（現・中央区）北浜1丁目に薬商田口参天堂を開業。
- 1899年（明治32年） - 「大学目薬」発売。
- 1925年（大正14年） - 参天堂株式会社設立。
- 1935年（昭和10年） - 大阪市東淀川区下新庄町（現・下新庄3丁目）に淀川工場（後の本社所在地）を開設。
- 1945年（昭和20年） - 参天堂製薬株式会社に商号変更。
- 1958年（昭和33年） - 参天製薬株式会社に商号変更。
- 1962年（昭和37年） - 初のプラスチック容器入り目薬（スーパーサンテ）を発売。
それまでの目薬は、ガラス容器入りで、破損したり価格が高かった。
- 1963年（昭和38年） - 大阪証券取引所第二部上場。
- 1964年（昭和39年） - 東京証券取引所第二部上場。
- 1977年（昭和52年） - 東京・大阪証券取引所の第一部に指定替え。
- 1985年（昭和60年） - 能登工場開設。
- 1996年（平成8年） - 滋賀工場開設。
- 2000年（平成12年）6月 - 大衆向け目薬異物混入を装った脅迫事件[注釈 1]のときには商品を店頭から一時回収し、同年9月から12月にかけて全ての商品に「ひとみ・すこやか・ラッピング」というプラスチック製のラッピング包装をして販売を再開した。また、その対応の見事さは、企業における危機管理のお手本とされた（参天製薬脅迫事件）[2]。
- 2013年（平成25年）（平成25年）6月 - 本社を大阪市北区大深町のグランフロント大阪に移転[3]。なお東淀川区の旧・本社は一部オフィスを残し、その他は建物は解体され、跡地はマンションが立ち並んでいる。
- 2015年（平成27年）8月3日 - 抗リウマチ薬事業を、この日発足した、あゆみ製薬株式会社（本社：東京都中央区）へ譲渡。
- 2020年（令和2年）
  - 1月15日 - 登記上本店を本社所在地へ異動[4]。
  - 7月7日 - 社名表記（コーポレートブランドネーム）を「Santen」へ変更・統一し、コーポレートスローガンを「A Clear Vision for Life」から「Imagine Your Happiness」へ改訂。コーポレートスローガンは日本語・中国語も設けられており、日本語では「あなたのあしたを思う」、中国語では「有夢想，見幸福」となった[5]。

## 事業所
- 本社 - 大阪府大阪市北区
- 能登工場 - 石川県羽咋郡宝達志水町
- 滋賀工場（滋賀プロダクトサプライセンター） - 滋賀県犬上郡多賀町
- 奈良研究開発センター - 奈良県生駒市

## 関連会社

### 日本国内
- 株式会社クレール - 滋賀県犬上郡多賀町
- 参天ビジネスサービス株式会社 - 大阪府大阪市北区

### 日本国外
- Santen Holdings U.S. Inc. - アメリカ
- Santen Inc. - アメリカ
- Advanced Vision Science, Inc. - アメリカ
- Santen Holdings EU B.V - オランダ
- Santen Oy - フィンランド
- Santen GmbH - ドイツ
- Santen S.A.S. - フランス
- Taiwan Santen Pharmaceutical Co., Ltd. - 台湾
- Santen Pharmaceutical Korea, Co., Ltd. - 韓国
- Santen Pharmaceutical (China) Co., Ltd. - 中国
- Santen India Private Limited - インド
- Santen Pharmaceutical Asia Pte.Ltd. - シンガポール

## 取扱製品

### 一般用医薬品

#### 現行製品
()内の数字は清涼感度を表す。
サンテメディカルアクティブ【第2類医薬品】
2016年（平成28年）10月発売。一般用目薬としては史上初となるビタミンA（レチノールパルミチン酸エステル）を一般用眼科用薬製造販売承認基準の最大濃度である50,000単位/100mlを配合するとともに、一般用眼科用薬製造販売承認基準の最大濃度配合した4成分を含む9種類の有効成分を配合(3)。
サンテメディカルプラスアクティブ【第2類医薬品】
2023年（令和5年）3月発売。「サンテメディカルアクティブ」の処方をベースに、イプシロン-アミノカプロン酸を2倍に増量（1.0%→2.0%）した処方強化型(3)。
サンテ40プラス【第3類医薬品】
2012年（平成24年）10月10日発売。ビタミンB6（ピリドキシン塩酸塩）・パンテノール・天然型ビタミンE（酢酸d-α-トコフェロール）・タウリン・ネオスチグミンメチル硫酸塩の5つの有効成分を配合。従来発売していた「サンテ40ハイ」の後継製品だが、抗ヒスタミン剤のクロルフェニラミンマレイン酸塩の配合濃度を増量（0.01%→0.03%）し、希望小売価格を大幅値下げした（本体価格 980円 → 550円）。(3)
サンテ40クール【第3類医薬品】
2012年（平成24年）10月10日発売。「サンテ40プラス」の処方をベースに清涼感を高めたクールタイプ。(4)
サンテ40ゴールド【第3類医薬品】
2012年（平成24年）10月10日発売。パンテノール・天然型ビタミンE（酢酸d-α-トコフェロール）・タウリン・ネオスチグミンメチル硫酸塩・クロルフェニラミンマレイン酸塩・コンドロイチン硫酸エステルナトリウムを配合。従来発売していた「サンテ40i」の後継商品で、希望小売価格を値下げした（本体価格 980円 → 780円）。(3)
サンテ快滴40【第3類医薬品】
2013年（平成25年）11月発売。タウリン、天然型ビタミンE（酢酸d-α-トコフェロール）、ネオスチグミンメチル硫酸塩を配合。以前発売されていた「サンテ40」の後継製品。パッケージデザインは「サンテ40」シリーズと基本デザインを統一している。(3)
サンテFXネオ【第2類医薬品】
若者に人気の高い清涼感目薬。1999年（平成11年）7月に従来の「サンテエフエックス」の処方を強化（タウリン・L-アスパラギン酸カリウムを追加し、塩酸テトラヒドロゾリン・クロルフェニラミンマレイン酸塩の濃度をアップ。なお、パッケージ・容器・さし心地は従来品を継承している）(5)。
2012年に「ヱヴァンゲリヲン新劇場版:Q」とのコラボレーション品として、外箱とボトルデザインを変更した数量限定の「ヱヴァンゲリヲンモデル」を発売しており、キャップが白・ボトル外周部がオレンジの「綾波レイモデル」とボトル外周部は基本の黒のままでキャップを赤に変更した「式波・アスカ・ラングレーモデル」の2種類を設定した。
2014年7月には、「サンテ×ももクロ ニッポンきたぁ↑↑大作戦!」のプロジェクトの一環として「ももクロモデル」を発売。外箱はシルバー基調はそのままに、ももいろクローバーZのメンバーとメンバーカラーをデザイン。ボトルは外周部とラベルを変更した専用デザインとなり、外周部はピンクである。
サンテFX Vプラス【第2類医薬品】
2009年（平成21年）3月に発売した「サンテFX」のシリーズ品。ビタミン・アミノ酸3成分（ビタミンB6・タウリン・L-アスパラギン酸カリウム）、また7種の有効成分のうち、これら3成分を含む6成分を一般用眼科用薬製造承認基準の最大濃度配合したほか、「サンテFXネオ」よりも更に清涼感を高めた金色のパッケージ。(5+)
こちらにも、2012年に「ヱヴァンゲリヲン新劇場版:Q」とのコラボレーション品として、外箱とボトルデザインを変更した数量限定の「ヱヴァンゲリヲンモデル」を発売しており、キャップが青緑・ボトル外周部が紫の「碇シンジモデル」とキャップがオレンジ・ボトル外周部が青の「渚カヲルモデル」の2種類を設定した。
2014年7月には「サンテFXネオ」同様に「ももクロモデル」を発売。外箱はゴールド基調はそのままに、ももクロメンバーが描かれ、ボトルは外周部とラベルを変更した専用デザインとなり、外周部は白である。
2021年（令和3年）2月に後述する「サンテFX AL」・「サンテFXコンタクト」と統一された新パッケージデザインへリニューアルされた。
サンテFX AL【第2類医薬品】
2021年（令和3年）3月に発売された「サンテFX」のシリーズ品となるアレルギー専用目薬（当社製のアレルギー専用目薬は以前発売されていた「サンテアルフリー新目薬」以来となる）。抗アレルギー成分のクロモグリク酸ナトリウム、抗ヒスタミン成分のクロルフェニラミンマレイン酸塩、抗炎症成分のイプシロン-アミノカプロン酸など配合。外箱はメタリック素材にグリーン基調のデザインで、容器のキャップに表記されている「sante FX AL」のロゴもグリーンとなる。(5+)
サンテFXコンタクト【第3類医薬品】
2021年（令和3年）3月に発売された「サンテFX」のシリーズ品となるコンタクトレンズ対応タイプ。2種類のアミノ酸（タウリン・L-アスパラギン酸カリウム）、ビタミンのパンテノール、抗炎症成分のイプシロン-アミノカプロン酸を配合。外箱はメタリック素材にブルー基調のデザインで、容器のキャップに表記されている「sante FX CL」のロゴもブルーとなる。(5)
ソフトサンティア【第3類医薬品】
涙液に近い性質を持った人口涙液型点眼剤。すべてのコンタクトレンズにしたまま点眼でき、裸眼にも使用可能。1977年（昭和52年）から眼科や調剤薬局に向けて発売されてきたが、2010年（平成22年）からはドラッグストアでも販売を開始した。密封容器を採用しており、ベンザルコニウム塩化物などの防腐剤を配合していないため、開栓後は約10日までに使い切る必要がある。従来からある紙函品の5ml×4本入りに加え、2013年（平成25年）8月には、目薬では初めてとなるパウチ包装品の小容量サイズ5ml×2本入りを発売した。(0)
ソフトサンティア ひとみストレッチ【第3類医薬品】
2014年（平成26年）9月発売。ビタミンB12（シアノコバラミン）・ネオスチグミンメチル硫酸塩・ビタミンB6（ピリドキシン塩酸塩）を一般用眼科用薬製造販売承認基準の最大濃度配合した目薬。「ソフトサンティア」同様、密封容器を採用し、ベンザルコニウム塩化物などの防腐剤を配合していないため、カラーコンタクトレンズを除くほとんどのコンタクトレンズにしたまま点眼でき、裸眼にも使用可能。「ソフトサンティア」とは異なり、開栓後は約1ヶ月を目安に使用する。(0)
サンテボーティエコンタクト【第3類医薬品】
2017年（平成29年）10月発売。後述する「サンテボーティエ」のコンタクトレンズ対応タイプで、2種類のビタミン（ビタミンB6(ピリドキシン塩酸塩)とビタミンB12（シアノコバラミン）とネオスチグミンメチル硫酸塩の3つの有効成分全てを一般用眼科用薬製造承認基準の最大濃度配合している。(0)
サンテPCコンタクト【第3類医薬品】
2019年（令和元年）10月発売。後述する「サンテPC」のコンタクトレンズ対応タイプで、2種類のビタミン（ビタミンB6(ピリドキシン塩酸塩)と活性型ビタミンB2(フラビンアデニンジヌクレオチドナトリウム)）、ネオスチグミンメチル硫酸塩、イプシロン-アミノカプロン酸を配合している。(0)
サンテメディカル12【第2類医薬品】
2016年（平成28年）10月に従来の「サンテメディカル10」の処方を強化してリニューアル。L-アスパラギン酸カリウムとタウリンの配合濃度を変更（共に1.0%→0.5%）し、新たにコンドロイチン硫酸エステルナトリウムと硫酸亜鉛水和物を配合して有効成分を12種類（うち、4種類を一般用眼科用薬承認一般用眼科用薬製造承認基準の最大濃度配合）に増やした。(3)
サンテメディカルプラス12【第2類医薬品】
2023年（令和5年）3月発売。「サンテメディカル12」の処方をベースに、パンテノールに替わって天然型ビタミンE（酢酸d-α-トコフェロール）を配合し、グリチルリチン酸二カリウムを増量（0.1%→0.25%）したことで、一般用眼科用薬承認一般用眼科用薬製造承認基準の最大濃度配合成分を4種類から6種類に増やした処方強化型。(3)
サンテPC【第2類医薬品】
2013年（平成25年）7月発売。ビタミンB12（シアノコバラミン）、コンドロイチン硫酸エステルナトリウム、ビタミンB6を一般用眼科用薬製造承認基準の最大濃度配合したほか、抗炎症成分グリチルリチン酸二カリウム、抗ヒスタミン成分クロルフェニラミンマレイン酸塩など8種類の有効成分を配合。2013年（平成25年）12月、目薬では初めてCO2排出量を示すカーボンフットプリントマークを取得したパウチ袋を外部包装に採用したエコ包装タイプを数量限定で発売。(3)
サンテボーティエ【第2類医薬品】
2013年（平成25年）5月発売。タウリン・コンドロイチン硫酸エステルナトリウム・ビタミンB12（シアノコバラミン）など、5種類の有効成分を一般用眼科用薬製造承認基準の最大濃度配合した目薬。香水瓶風の特徴的なボトルと外箱パッケージのデザインは、デザイナーの吉岡徳仁が手がけた。また、液切れが良く、先端に薬液が残りにくい形状のノズルを採用した。(3)
サンテボーティエムーンケア【第2類医薬品】
2018年（平成30年）9月発売。L-アスパラギン酸カリウムやパンテノールを一般用眼科用薬製造承認基準の最大濃度配合。前述した「サンテボーティエ」の就寝前の使用に向けたシリーズ品で、フローラルハーブの香り・透明の液色としている。(2)
新サンテドウα【第3類医薬品】
2015年（平成27年）4月発売。「サンテドウ」が発売50年を迎えたのを機に全面刷新された製品。ビタミンB12（シアノコバラミン）を2倍（0.01% → 0.02%）に、クロルフェニラミンマレイン酸塩を3倍（0.01% → 0.03%）にそれぞれ高濃度配合するとともに、タウリンを省く代わりに、コンドロイチン硫酸エステルナトリウム、ネオスチグミンメチル硫酸塩、L-アスパラギン酸カリウム、グリチルリチン酸二カリウムをプラス配合した。(3)
サンテドウプラスEアルファ【第3類医薬品】
2002年（平成14年）2月発売。赤いビタミンB12と天然型ビタミンEなどを配合した赤い目薬。2007年（平成19年）10月にピンク〜オレンジのグラデーションカラーを施したパッケージにリニューアル。(3)
サンテビオ【第2類医薬品】
ビタミンB12をはじめとする7種類の有効成分を配合した眼科用薬。(2)
大学目薬【第2類医薬品】
硫酸亜鉛を配合した目薬。1899年（明治32年）の発売以来、120年以上にわたって発売されているロングセラー目薬。後述する「ヒアレインS」が発売されるまでは、唯一「サンテ」ブランドを使用しない目薬であった。(2)
サンテメディカルガードEX【第2類医薬品】
2016年（平成28年）10月に「サンテメディカルガード」の処方を強化してリニューアル。タウリンの配合濃度を変更（1.0% → 0.5%）したほか、新たにL-アスパラギン酸カリウムとイプシロン-アミノカプロン酸を配合して有効成分を10種類（うち、6種類を一般用眼科用薬承認一般用眼科用薬製造承認基準の最大濃度配合）に増やした(3)。
サンテメディカルプラスガードEX【第2類医薬品】
2023年（令和5年）3月発売。「サンテメディカルガードEX」の処方をベースに、ビタミンB6（ピリドキシン塩酸塩）とイプシロン-アミノカプロン酸に替わってアラントインとパンテノールを配合したことで、一般用眼科用薬承認一般用眼科用薬製造承認基準の最大濃度配合成分を6種類から7種類に増やした処方強化型。(3)
ヒアレインS【第2類医薬品】
2020年（令和2年）9月発売。医療用医薬品の「ヒアレイン点眼液0.1%」をスイッチOTC化した製品で、精製ヒアルロン酸ナトリウムを日本で初めて医療用と同濃度配合した製品。カラーコンタクトレンズを除くコンタクトレンズ装用中でも使用可能で、5ml入りの2本包装としている(0)。
発売当初、参天製薬で初の要指導医薬品であったが、2023年（令和5年）9月に第1類医薬品へ移行され、2024年9月16日にリスク区分変更され第2類医薬品になった。これに合わせてアンバサダーに志尊淳を起用し、ブランドサイトに動画を公開した。
サンテドライケア【第3類医薬品】
2002年（平成14年）3月発売。コンドロイチン硫酸ナトリウムと2種類のアミノ酸を配合した涙液型目薬。(0)
サンテメディカル抗菌【第2類医薬品】
2019年（平成31年）2月発売。抗菌成分のスルファメトキサゾールをはじめとする4種類の有効成分全てを一般用眼科用薬承認一般用眼科用薬製造承認基準の最大濃度配合した抗菌目薬。防腐剤無添加の1回（1本）使いきりタイプ。(0)
サンテ抗菌新目薬【第2類医薬品】
持続性サルファ剤を配合。HPMC（ヒプロメロース）配合で粘度を高めている。(0)
サンテALクール(販売名：サンテALクールII)【第2類医薬品】
2006年（平成18年）11月に以前の「サンテALクール」の処方を強化（組織修復成分のパントテン酸カルシウムをより安定性のあるパンテノールに変更）。2013年（平成25年）12月、「サンテAL」発売に伴い、パッケージデザインがリニューアルされた。(4)
サンテAL(販売名：サンテALn)【第2類医薬品】
2013年（平成25年）12月発売。前述の「サンテALクール」の清涼感なしタイプ。1歳以上から使用できる。(0)
ウェルウォッシュアイ（販売名：ウェルウォッシュアイa）【第3類医薬品】
目薬のように使用する点眼型洗眼薬。有効成分はホウ酸のみで、防腐剤（ベンザルコニウム塩化物、パラベン）フリーとしている。2021年にカラーコンタクトレンズを除くコンタクトレンズ装用中でも使用可能となり、パッケージデザインを刷新してリニューアルされ、販売名も変更された。また、発売当初は主に処方せん応需の調剤薬局で発売されていたが、リニューアルに伴ってドラッグストアなどでも発売されるようになった。

#### 販売店限定製品
サンヨード【要指導医薬品】
2022年（令和4年）9月発売。ロートニッテンが医療用医薬品で使用されてきたPAヨード点眼洗眼液をスイッチOTC化した殺菌消毒用点眼薬。薬剤液(A)と希釈液(B)が別々に封入されており、希釈して使用する。適正利用のため、処方せん応需の調剤薬局限定で発売されている。
サンテフォーカスV【第3類医薬品】
ピント調節機能を改善するネオスチグミンメチル流酸塩を最大濃度配合し、6種のビタミン・アミノ酸も配合。(3)

#### AJD（オールジャパンドラッグ）加盟店専売製品
AJD加盟店向け製品は2010年（平成22年）にパッケージデザインを変更。
サンテアスティ40【第3類医薬品】
天然型ビタミンEやビタミンB6、パンテノールなどを配合した眼科用薬（「サンテ40ハイ」の仕様変更品。ただし、現在の「サンテ40プラス」とは処方が異なり、クロルフェニラミンマレイン酸塩の配合濃度が異なる(サンテ40プラス:0.03%、サンテアスティ40:0.01%)）。(3)
サンテアスティ【第2類医薬品】
ビタミンB12配合の眼科用薬（「サンテビオ」の仕様変更品）。(2)
サンテアスティクール【第2類医薬品】
7つの有効成分を配合したクールタイプの眼科用薬（「サンテパッソ」の仕様変更品）。(4)
サンテアスティ抗菌【第2類医薬品】
抗菌成分スルファメトキサゾールを配合した抗菌目薬（「サンテ抗菌新目薬」の仕様変更品。ただし、容器デザインが異なる。）(0)

#### NID（日本ドラッグチェーン）加盟店専売製品
サンテザイオンV3【第3類医薬品】
ピント調節改善成分、ネオスチグミンメチル流酸塩や天然型ビタミンEを配合した眼科用薬（「サンテ40ハイ」の仕様変更品。ただし、現在の「サンテ40プラス」とは処方が異なり、クロルフェニラミンマレイン酸塩の配合濃度が異なる(サンテ40プラス:0.03%、サンテザイオンV3:0.01%)）。(3)
サンテザイオン【第2類医薬品】
ビタミンB12配合の眼科用薬（「サンテビオ」の仕様変更品）。(2)

#### 販売終了品
- サンテ40NE（1985年（昭和60年）発売）
- サンテ40EA
- サンテ40ハイ【第3類医薬品】
- サンテ40V【第3類医薬品】（2002年（平成14年）7月発売）
- サンテ40【第3類医薬品】（2002年（平成14年）8月発売）
- サンテ40i【第3類医薬品】（2008年（平成20年）10月発売）
- サンテU
- サンテドウ【第3類医薬品】（1965年（昭和40年）発売）(2)
- 新サンテドウ(1982年（昭和57年）発売）
- サンテドウプラスE
- サンテドウアクア（2002年（平成14年）2月発売）
- サンテアイサプリ（2001年（平成13年）2月発売）
- サンテピュア アイエッセンス（1999年（平成11年）11月発売）
- サンテコンタクト【第3類医薬品】（1994年(平成6年)2月発売）(0)
- サンテうるおいコンタクト（2002年（平成14年）10月発売） - 使い捨てコンタクト、特にジョンソン・エンド・ジョンソンの「アキュビュー」と相性が良かったことから、パッケージに「アキュビュー」を表記していた。
- サンテうるおいコンタクトa【第3類医薬品】（2007年(平成19年)4月に「サンテうるおいコンタクト」をリニューアル）(0)
- サンテCL【第3類医薬品】 - 「サンテコンタクト」の仕様変更品（NID加盟店専売製品）
- サンテマイペースCL【第3類医薬品】 - 「サンテコンタクト」の仕様変更品（AJD加盟店専売製品）(0)
- サンテAL
- サンテALクール
- サンテ抗菌目薬
- サンテエフエックス（1991年（平成3年）6月発売）
- サンテパッソ【第2類医薬品】（1998年（平成10年）7月発売）(4)
- サンテピュア【第2類医薬品】(4)
- サンテメディカル10【第2類医薬品】（2006年（平成18年）10月10日発売）(3)
- サンテメディカルガード【第2類医薬品】（2012年（平成24年）3月発売）(3)
- サンテアルフリー新目薬【第2類医薬品】（2001年（平成13年）10月発売）(4)
- こどもサンテ【第3類医薬品】 - 子供用目薬。かつては「ジュニアサンテ」という名称だった。なお「ジュニア」時代には「ドラえもん」や「忍者ハットリくん」、「プロゴルファー猿」。「こども」時代には「まじかる☆タルるートくん」といったアニメとタイアップした事が有った[注釈 2]。(0)
- サンテアスティAL【第2類医薬品】 - 「サンテALクール」の仕様変更品（AJD加盟店専売製品）(4)
- サンテ鼻炎ソフトカプセル
- サンテン鼻炎顆粒
- 大学ミオピン目薬
- 大学サンテ目薬
- 大学フレッシュ（1971年発売） - シートタイプの「拭く目薬」
- 凛晶（りんしょう） - ブルーベリーの中でもアントシアニンを多く含むビルベリー、マリーゴールド由来のルテイン、大豆・トウモロコシ由来の天然ビタミンEを配合。ルテインやビタミンEとの混合によるブルーベリーの含有量低下を防ぐため、ブルーベリーとルテイン・ビタミンEの2種類のカプセルに個別化することで配合量を安定化し、1日分毎の個別包装を採用。通信販売限定品。
- ブルーリボン - 二日酔い、たばこの吸い過ぎのための薬。解毒作用があった。
- マーチンゲル　1985年に出た水虫治療薬。軟膏タイプで発売されていた。

### 医療用医薬品

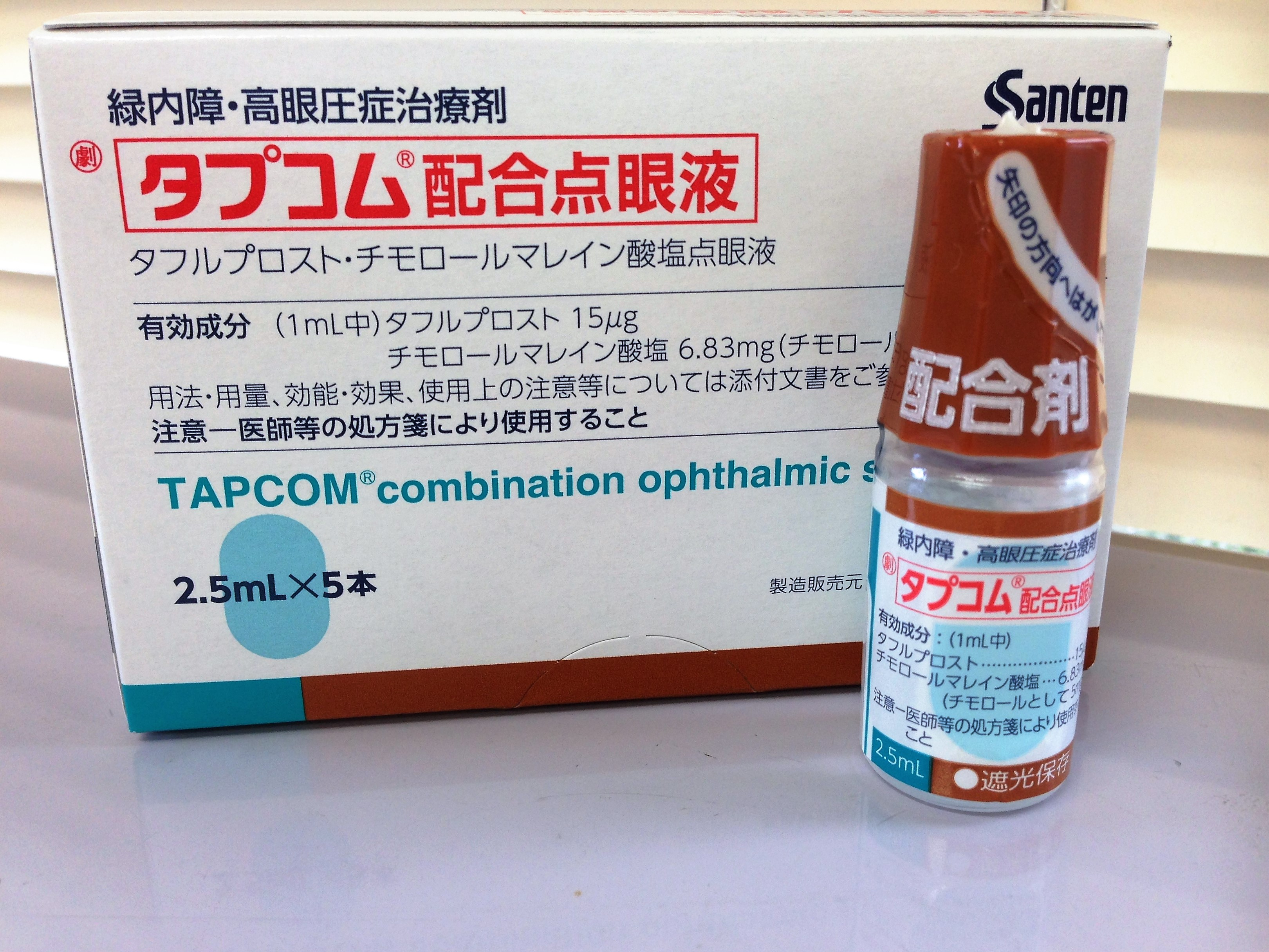
タプコム配合点眼薬

- ヒアレイン：ヒアルロン酸 - 角結膜上皮障害治療用点眼剤
- ジクアス：ジクアホソル - ドライアイ治療剤（ムチン/水分分泌促進点眼剤）
- アイドロイチン：コンドロイチン硫酸 - 角膜保護点眼剤
- ゾビラックス：アシクロビル - ヘルペス性角膜炎化学療法剤（製造販売元：日東メディック） ※錠剤・顆粒・点滴静注用・軟膏・クリームはグラクソ・スミスクラインが製造販売
- ラクリミン：オキシブプロカイン - 流涙症治療点眼剤
- チモプトール：チモロール - 緑内障・高眼圧症治療剤
- ピバレフリン：ジピベフリン - 開放隅角緑内障・高眼圧症治療点眼剤
- エイベリス：オミデネパグ - 選択的EP2受容体作動薬、緑内障・高眼圧症治療剤
- デタンドール：ブナゾジン - 緑内障・高眼圧症治療剤 ※錠剤はエーザイが製造販売
- レスキュラ：イソプロピルウノプロストン - イオンチャネル開口薬、緑内障・高眼圧症治療剤（製造販売元：アールテック・ウエノ）
- タプロス：タフルプロスト - プロスタグランジンF2α誘導体 緑内障・高眼圧症治療剤
- トルソプト：ドルゾラミド - 点眼用炭酸脱水酵素阻害剤
- コソプト：ドルゾラミド・チモロール - 炭酸脱水酵素阻害剤/β-遮断剤配合剤、緑内障・高眼圧症治療剤（「トルソプト」と「チモプトール」を一体化した配合点眼液）
- タプコム：タフルプロスト・チモロール - 緑内障・高眼圧症治療剤（「タプロス」と「チモプトール」を一体化した配合点眼液）
- サンピロ：ピロカルピン - 緑内障治療点眼剤
- アイリーア：アフリベルセプト - 眼科用VEGF（血管内皮増殖因子）阻害剤（網膜疾患治療剤、製造販売元：バイエル薬品）
- カリーユニ：ピレノキシン - 老人性白内障治療点眼剤
- クラビット：レボフロキサシン - 広範囲抗菌点眼剤 ※錠剤・点滴静注バッグは第一三共が製造販売
- タリビッド：オフロキサシン - 広範囲抗菌点眼剤 ※錠剤・耳科用液剤はアルフレッサ ファーマが製造販売
- エコリシン：エリスロマイシン・コリスチン点眼剤
- サンテゾーン：デキサメタゾン - 副腎皮質ホルモン点眼剤
- サンベタゾン：ベタメタゾン - 副腎皮質ホルモン眼耳鼻科用剤
- リボスチン：レボカバスチン - H1ブロッカー点眼剤（抗アレルギー点眼剤、製造販売元：ヤンセンファーマ）
- アレギサール：ペミロラスト - 抗アレルギー点眼剤 ※錠剤・ドライシロップ剤はニプロESファーマが製造販売
- アレジオン：エピナスチン - 抗アレルギー点眼剤 ※錠剤・ドライシロップ剤は日本ベーリンガーインゲルハイムが製造販売
- パピロック：シクロスポミン - 春季カタル治療剤
- フルメトロン：フルオロメトロン - 抗炎症ステロイド水性懸濁点眼剤（抗炎症点眼薬）
- プロラノン：プラノプロフェン - 非ステロイド性抗炎症点眼剤
- アゾテジン：アズレンスルホン酸 - 非ステロイド性消炎点眼剤
- ノイボルミチン：グリチルリチン酸 - 非ステロイド性消炎点眼剤
- ムコゾーム：リゾチーム - 消炎酵素点眼剤
- サンチンク：硫酸亜鉛 - 収れん・消炎点眼剤
- サンコバ：シアノコバラミン - 調節機能改善点眼剤
- ミオピン：ネオスチグミン・無機塩類 - 調節機能改善点眼剤
- ミドリン：トロピカミド - 調節麻痺・散瞳点眼剤 ※「ミドリン」には、検査用散瞳点眼剤に属するフェニレフリンとの配合剤もある
- リュウアト：アトロピン - 散瞳・調節麻酔点眼剤
- オペガン：ヒアルロン酸 - 眼科手術補助剤（製造販売元：生化学工業）
- シェルガン：ヒアルロン酸・コンドロイチン硫酸 - 眼科手術補助剤（製造販売元：生化学工業）
- ベノキシール：オキシブプロカイン - 眼科用表面麻酔剤
- サイプレジン：シクロペントラート - 屈折能検査点眼剤
- オフサグリーン：インドシアニングリーン - 蛍光眼圧造影剤
- ケンブラン：メタコリン - コリン作動薬、気道過敏性検査用（「ケンブラン」はメサファーマ社の登録商標）

### 栄養補助食品
2008年（平成20年）1月に栄養補助食品「サンテルタックス」シリーズを発売した。これは主に医師が患者に食事指導を受ける際に活用する目的で開発された商品で、緑黄色野菜に含まれているルテインを含有する。主に眼科医院併設のコンタクトレンズ販売施設及び病院内売店での販売となっているが、インターネットや電話による購入も可能である。
サンテウェルビジョン
2019年6月発売。ルテインにヒシ果皮ポリフェノールをプラス配合。
サンテルタックス20V【機能性表示食品】
ルテインにビタミンC・ビタミンE・亜鉛・銅をプラス配合。発売当初は「サンテルタックス15+ビタミン&ミネラル」の製品名で発売されていたが、2015年2月にルテインの含有量を15mgから20mgに増量するとともに、亜鉛なども増量し、商品名を「サンテルタックス20+ビタミン&ミネラル」に改名。2019年にルテインを機能性表示成分とする機能性表示食品となり、再度商品名が変更された。
サンテルタックス20
ルテイン20mg含有。
サンテルタックス20+DHA
2012年1月発売。ルテイン20mgにDHAをプラス配合。
サンテグラジェノックス
2017年10月発売。松樹皮エキス（「ピクジェノール」）とビルベリーエキス（「ミルトセレクト」）を配合。なお、医師紹介の下での適切に使用し、定期的な医療機関の検診を受けることが推奨されている。

## 歴代TV-CMタレント
現在放映中のタレントは太字としている。
- 初代林家三平（スーパー胃腸薬）
- 天地真理（サンテドウ）
- 三浦友和（サンテドウ、サンテS、サンテ40NE、サンテ40ハイ）
- 杉原輝雄（サンテドウ）
- 水野晴郎（サンテドウ）
- 草刈正雄（サンテソフト、新サンテドウ）
- いとうまい子（サンテソフト、新サンテドウ）
- 早見優（新サンテドウ）
- 大山のぶ代（「ドラえもん」のドラえもんの声。ジュニアサンテ）
- 堀絢子（「忍者ハットリくん」のハットリカンゾウの声。ジュニアサンテ）
- 頓宮恭子（「プロゴルファー猿」の猿谷猿丸の声。ジュニアサンテ）
- TARAKO（「まじかる☆タルるートくん」のタルるートの声。こどもサンテ）
- 前田吟（サンテ40）
- 黒木瞳（サンテドウプラスE）
- 風間杜夫（サンテ40）
- 織田裕二（サンテFX、サンテコンタクト）[注釈 3]
- 川口能活（サンテFX、サンテコンタクト）
- 吉川ひなの（サンテピュア、サンテコンタクト）
- 観月ありさ（サンテピュアアイエッセンス）
- 麻生久美子（サンテピュアアイエッセンス）
- 酒井和歌子（サンテアイサプリ）
- 池内博之（サンテFXネオ）
- 藤木直人（サンテFXネオ）
- 市川染五郎 (7代目)（サンテドウ）
- 玉山鉄二（サンテFXネオ）
- 阿部寛（サンテ40）
- 松岡昌宏（サンテFXネオ）
- 阿部サダヲ（サンテ40）
- 岡田将生（サンテFX）
- 高田純次（サンテ40シリーズ）
- 杉本彩（サンテボーティエ）
- 道端カレン（サンテボーティエ）
- 三石琴乃（「新世紀エヴァンゲリオン」の葛城ミサト役の声・サンテFX）[注釈 4]
- ももいろクローバーZ（『サンテ×ももクロ 日本きたぁ↑↑大作戦のシンボルキャラクター）[6]
- 阿川佐和子（新サンテドウ）
- 鈴木絵理、茅野愛衣（「あまんちゅ!」の小日向光役、大木双葉役の声・サンテFX）
- 高田純次（サンテメディカルガードEX）
- 田中真弓（「ONE PIECE」のモンキー・D・ルフィの声、サンテFXネオ）[注釈 5]
- 瀬戸康史（サンテFXネオ）
- 山田裕貴（サンテFXネオ）
- 要潤（サンテメディカル）
- 石原さとみ（ヒアレインS）
- 山口一郎(サカナクション)（サンテFXシリーズ）[7][8][9][10]
- 生田絵梨花（ウェルウォッシュアイ）
- 志尊淳（ヒアレインS）

## テレビ提供番組

### 現在
※ 創業120周年を迎えた2010年（平成22年）8月から、提供クレジット表記が「参天製薬」から「Santen」に変更された。
なお、奇跡体験!アンビリバボー（フジテレビ系）2011年（平成23年）3月末で降板した事により、諸般の事情により約5年間テレビ提供しなかった。
2019年（平成31年及び令和元年）時点
- 無し。

※ 提供クレジットはSanten 参天製薬となっている。

### 過去
日本テレビ系列
- スーパーJOCKEY（同業社のロート製薬もかつて同社が提供をする前に複数社提供していた）
- 世界まる見え!テレビ特捜部
- 踊る!さんま御殿!!
- 現代っ子（後期を一社提供）
- 俺はすけてん（一社提供）
- スター爆笑Q&A（よみうりテレビ制作）
- 全日本歌謡選手権（よみうりテレビ制作。前期のみ一社提供）

TBS系列
- スーパースターメロディ（一社提供。「スーパー」は当時の目薬名）
- 喜劇大学 珍版太閤記（一社提供）
- サンテンラッキーセブンショー（一社提供）
- 10人抜きのど自慢（当初は「大学目薬」の略称「大学」の冠をつけた。その後社名略の「サンテ」に。末期は松下電器産業（現・パナソニック）に提供変更）
- 爆笑大学 ただ今授業中（朝日放送制作。一社提供）
- 蝶々のすまんだ人生（朝日放送制作。一社提供）
- サンテお笑い笑（一社提供）
- ミニミニ・バンバン
- 世界ウルルン滞在記（毎日放送制作）
- 金曜テレビの星!
- 霊感ヤマカン第六感（朝日放送・TBS系時代のみ）
- 痛快!明石家電視台（毎日放送）

フジテレビ系列
- 奇跡体験!アンビリバボー
- 新報道2001

テレビ朝日系列
- 瓦版・忠臣蔵（毎日放送制作。一社提供）
- 瓦版・大喜劇（毎日放送制作。一社提供）
- ドラえもん (1979年のテレビアニメ)（一時期）
- 忍者ハットリくん（アニメ）（一時期）
- ミュージックステーション
- 報道ステーション
- 暴れん坊将軍
- 月曜ワイド劇場
- 水曜スペシャル
- プロポーズ大作戦（朝日放送制作）
- パーティー野郎ぜ!（朝日放送制作）
- まじかる☆タルるートくん（朝日放送制作）
- おはようワイド・土曜の朝に（朝日放送制作）
- 興味しんしん丸（朝日放送制作）
- 人気者でいこう!（朝日放送制作）
- サンデープロジェクト（テレビ朝日・朝日放送共同制作）

テレビ東京系列
- 女子プロレス中継 世界選手権シリーズ（東京12チャンネル時代）
- サンテR&B天国（同上）
- 所さんの学校では教えてくれないそこんトコロ!（2016年4月より9月まで）
- 日曜ビッグバラエティ・緊急SOS!池の水ぜんぶ抜く大作戦・日曜ゴールデンの池上ワールド 池上彰の現代史を歩く〜Walking through Modern History〜の21時台（テレビ東京系列、2017年4月より2019年3月まで。後継はクレハ）

独立局
- サンテレビボックス席（サンテレビ）

など元々在阪テレビ局への番組提供が多いが、在京テレビ局でもよく提供されていた。
2011年（平成23年）4月以降からスポットCM中心となっている。
YouTubeやUstreamの動画待機中に出てくる広告配信で流れるケースもある。

## ラジオ提供番組
過去
- 昨日のつづき（ラジオ関東<現・アール・エフ・ラジオ日本>）
- スーパー10人抜きのど自慢（ラジオ東京<現：TBSラジオ>、テレビ版の母体となった番組。「スーパー」は目薬の名称）